# Vizio di forma (romanzo)
Vizio di forma è un romanzo di Thomas Pynchon del 2009, pubblicato in Italia nel 2011. Il titolo originale Inherent vice si riferisce a un concetto legale, un difetto intrinseco che può causare l'annullamento di un atto. In letteratura, il concetto è menzionato diverse volte nel romanzo Le perizie di William Gaddis che, come Pynchon, è riconosciuto uno dei maestri del postmoderno.
Nel 2014 è stato prodotto un film basato sull'opera, Vizio di forma, scritto e diretto da Paul Thomas Anderson.

## Trama
Los Angeles, inverno 1969. L'investigatore Larry “Doc” Sportello riceve un incarico dalla sua ex Shasta; la donna, che ha una relazione con il proprietario immobiliare Mickey Wolfmann, gli chiede di sventare il tentativo della moglie di farlo interdire e ricoverare in un manicomio. Contemporaneamente Doc accetta un altro lavoro; deve rintracciare un uomo scomparso nel nulla: Glen Charlock, che guarda caso è la guardia del corpo di Mickey Wolfmann. Doc viene messo fuori combattimento durante un sopralluogo in una proprietà di Wolfmann; al risveglio "Bigfoot" Bjornsen, detective del dipartimento di polizia, lo informa che Glen Charlock è stato assassinato nello stesso edificio. Mickey Wolfmann invece è scomparso.
Doc riceve un terzo incarico: rintracciare il defunto musicista Coy Harlingen che la vedova ritiene sia ancora vivo. Doc lo trova effettivamente in un locale notturno; Coy deve fingersi morto: lavora sotto copertura per il Governo che gli impedisce di mettersi in contatto con la famiglia. Da lui Doc viene a sapere che Wolfmann potrebbe essere fuggito sullo schooner “Golden Fang” che sarebbe protagonista di un misterioso contrabbando. Il giorno in cui è stato ucciso, Glen Charlock aveva fatto cambio di turno con un certo Puck Beaverton, che è in qualche modo collegato con lo strozzino Adrian Prussia. Doc Sportello si reca alla sede della Golden Fang Enterprises dove trova una vecchia conoscenza, la giovane Japonica Fenway che aveva riportato ai genitori in un caso precedente.
Su sua indicazione si reca alla clinica Chryskylodon, dove rincontra Coy Harlingen e viene a sapere che Charlock è stato ucciso durante un'incursione di vigilantes che svolgono lavoro sporco per conto della polizia. Le sue indagini continuano a Las Vegas, dove Doc scommette con il proprietario di sale da gioco Fabian Fazzo che quella di Mickey Wolfmann è una finta scomparsa: è convinto che l'uomo sia coinvolto in un programma filantropico per riabilitarsi dalla fama di imprenditore senza scrupoli. Starebbe costruendo per questa ragione un insediamento di abitazioni nel deserto, il cui architetto progettista è convinto che il suo datore di lavoro abbia subito un lavaggio del cervello. Tornato a Los Angeles, Doc scopre che Puck Beaverton è l'assassino di Vincent Indelicato, poliziotto che faceva coppia fissa con Bigfoot Bjornsen: a permettere l'omicidio è stato Adrian Prussia, intoccabile in quanto utilizzato dalle autorità per azioni con licenza di uccidere.
Puck invece sostiene che Glen Charlock è stato ucciso perché forniva armi ai neri del black power; lui e Adrian Prussia cercano di liberarsi di Doc, che però reagisce uccidendoli entrambi. Interviene prontamente Bigfoot, che evidentemente sta usando il detective privato per vendicare la morte dell'amico Vincent; per incastrarlo gli mette addosso una quantità di eroina rubata. Nel tentativo di liberarsene, Doc viene contattato da Crocker Fenway, padre di Japonica, per conto della Golden Fang Enterprises; si dichiara disposto a consegnare la merce a patto che Coy Harlingen venga liberato dagli obblighi e possa tornare dalla moglie. Dopo un inseguimento dello schooner Golden Fang insieme al suo avvocato e alla guardia costiera, Doc incassa la scommessa da Fabian Fazzo e viene a sapere che Coy redivivo è tornato a casa da moglie e figlia.